# Beaumes-de-Venise
Beaumes-de-Venise è un comune francese di 2 321 abitanti situato nel dipartimento della Vaucluse della regione della Provenza-Alpi-Costa Azzurra.

## Società

### Evoluzione demografica
Abitanti censiti